# Astragalus wiedemannianus
Astragalus wiedemannianus är en ärtväxtart som beskrevs av F.B.Fisch. Astragalus wiedemannianus ingår i släktet vedlar, och familjen ärtväxter. Inga underarter finns listade i Catalogue of Life.